# United States Patent and Trademark Office

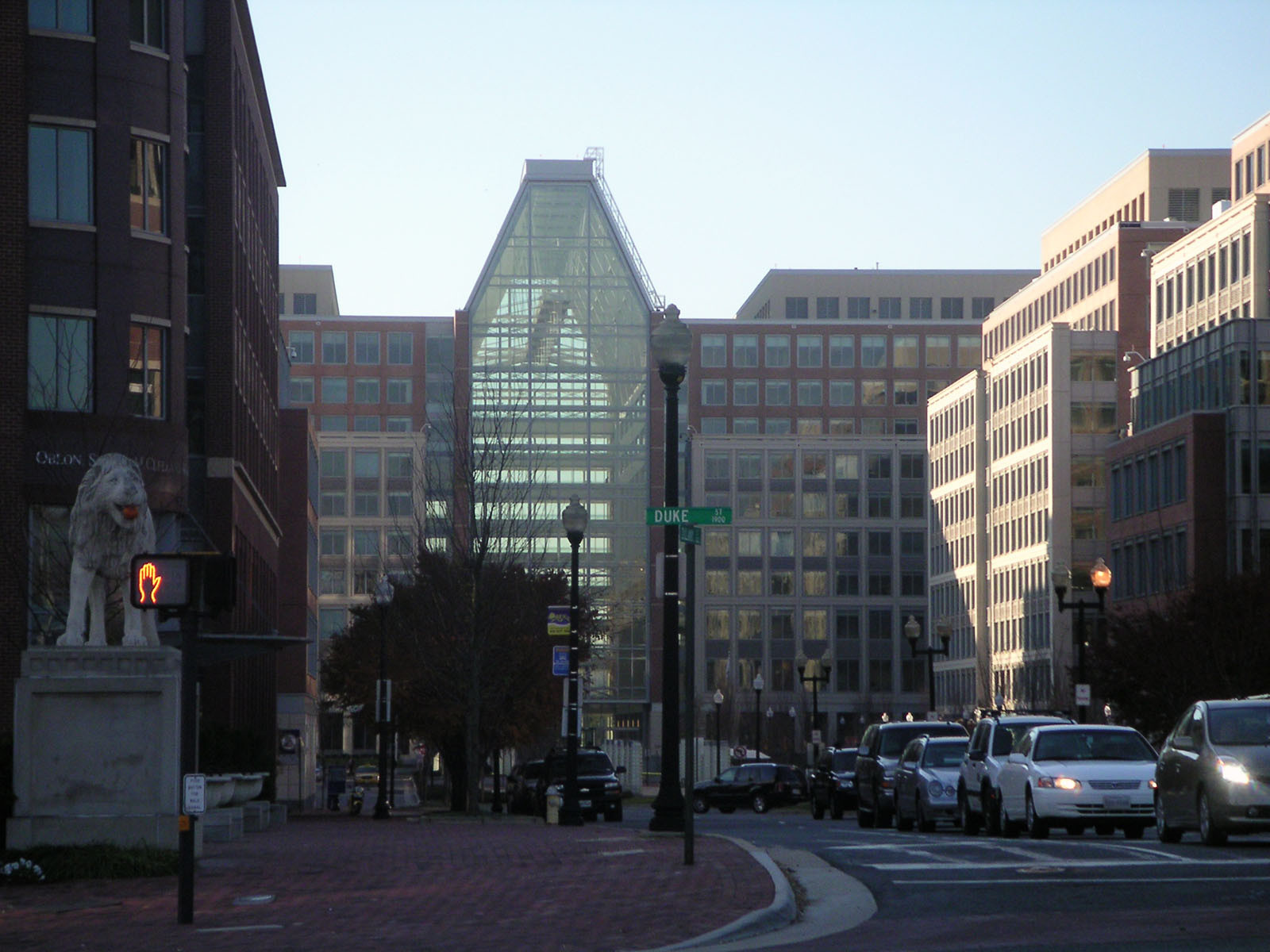
Quartier général de l'USPTO, situé à Alexandria (Virginie, États-Unis).

L'United States Patent and Trademark Office (USPTO), littéralement le Bureau américain des brevets et des marques de commerce, est l'instance administrative chargée d'émettre des brevets et des marques déposées aux États-Unis. Il est considéré comme le plus important bureau dans le domaine des brevets, surtout de par de la taille économique du marché américain.

## Histoire
Thomas Jefferson est considéré comme étant à l'origine de l'établissement du bureau américain des brevets.
Dans les années 1880, après le recensement de 1880, Herman Hollerith fut employé au bureau américain des brevets. C'est à cette époque qu'il déposa un brevet pour la carte perforée qui porte son nom, la fameuse carte Hollerith, qui fut utilisée pour la première fois à grande échelle pour le recensement américain de 1890.
Depuis le milieu des années 1990, l'USPTO fait l'objet de critiques pour son manque de professionnalisme en ce qui concerne le traitement des brevets logiciels. Les principales causes sont des lois archaïques et un sous-financement récurrent.